# Carly Rae Jepsen
Carly Rae Jepsen (Mission, 21 novembre 1985) è una cantautrice e attrice canadese.
Terza classificata a Canadian Idol nel 2007, ha raggiunto il successo con la hit Call Me Maybe nel 2012, che ha ricevuto due nomination ai Grammy Awards come Song of the Year e Best Pop Solo Performance ed è stata il singolo più venduto dell'anno.
È stata riconosciuta con il Rising Star Award ai Billboard Women in Music, ha ottenuto una stella nella Canadian Walk of Fame oltre ad altri premi e nomination, tra cui due MTV Europe Music Awards, due Billboard Music Award e tre Juno Awards. Ad oggi ha venduto più di ventisei milioni di singoli, dei quali 18 grazie a Call Me Maybe che risulta essere uno dei singoli di maggior successo al mondo, e due milioni di album.
Dopo l'album di lancio Tug of War del 2008, che ha prodotto tre singoli certificati oro in Canada, ha raggiunto le classiche mondiali nel 2012 con l'album Kiss che, trascinato dalle hit di successo Call Me Maybe e Good Time, ad oggi risulta essere il maggior successo discografico in termini di vendite della cantante. Successivamente è tornata nelle classifiche internazionali con il singolo I Really Like You contenuto nell'album Emotion (2015). Sia quest'ultimo che il quarto album intitolato Dedicated, uscito nel 2019, vengono accolti positivamente dalla critica, riscontrando una maturità artistica della Jepsen. Dopo la pubblicazione del quinto album, Dedicated Side B, consistitene in un B-side dell'omonimo precedente, tra il 2022 e il 2023 pubblica altri due album The Loneliest Time e  The Loveliest Time.

## Biografia

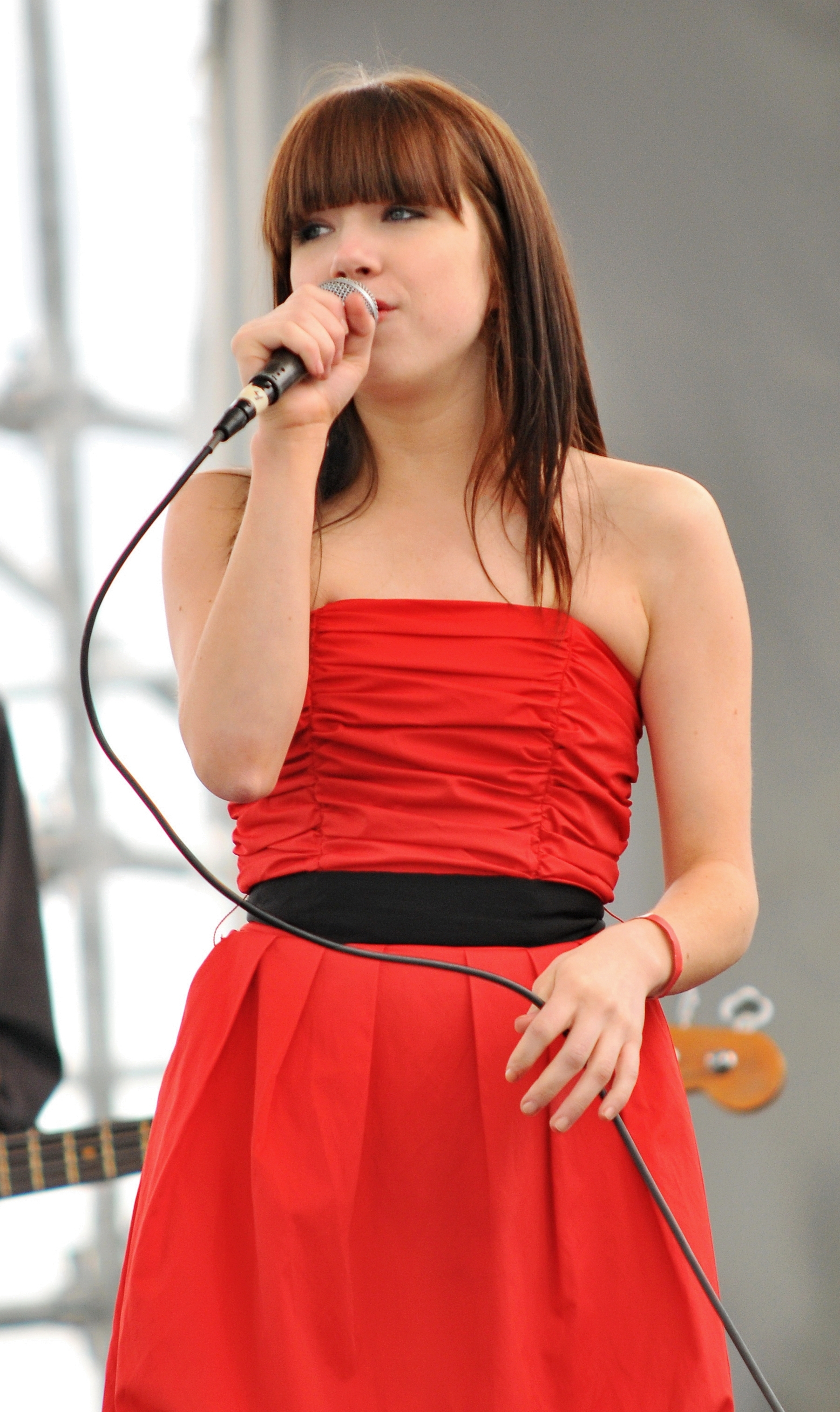
Carly Rae Jepsen nel 2010

### Infanzia
Figlia di Alexandra e Larry Jepsen, Carly Rae nasce nella cittadina canadese di Mission (Columbia Britannica) nel 1985. Fin dai primi anni di scuola mostra interesse per il mondo del teatro e del musical, tanto che in età adolescenziale si è candidata a diversi programmi musicali, tra cui i corsi offerti al Capilano College e alla University of British Columbia. Il suo insegnante di teatro della High School Drama, Beverly Holmes, la persuase ad un'audizione per il Canadian College of Performing Arts, dove infine fu una delle 25 studentesse ad ottenere l'ammissione al suo programma di un anno.
Dopo la laurea, la Jepsen si è trasferita nella zona ovest di Vancouver, dove ha svolto diversi lavori con un salario minimo mentre continuava a scrivere e comporre brani, esibendosi saltuariamente in locali di amici.

### 2007-2010:Canadian IdoleTug of War
Nel 2007 il suo insegnante di recitazione la convinse a partecipare a Canadian Idol, versione canadese della britannica Pop Idol e statunitense American Idol. Jepsen si classifica alla terza posizione facendosi notare dal produttore Jonathan Simkin, che le fece ottenere un contratto discografico per la pubblicazione di un album con la 604 Records.
Il 16 giugno 2008 Jepsen lancia il suo primo singolo di debutto, una cover della canzone di John Denver Sunshine on My Shoulders. Nel mese di agosto annuncia il titolo del suo album, Tug of War, pubblicato il mese successivo vendendo 10 000 copie in Canada. Il singolo Tug War viene pubblicato lo stesso mese dell'uscita dell'album, seguito poi da Bucket e Sour Candy, un duetto con Josh Ramsay dei Marianas Trench, tutti e tre certificati d'oro in Canada. Nel gennaio 2009, intraprende un tour promozionale in Canada con i Marianas Trench e Sliloh.

### 2011-2013:CuriosityeKiss
Jepsen inizia a lavorare sul secondo album nel 2011 con Josh Ramsay, Ryan Stewart e Travish Crowe, con i quali scrive il singolo Call Me Maybe, pubblicato in Canada nel settembre dello stesso anno. Il manager di Justin Bieber, il quale è rimasto molto impressionato della Jepsen, ha fatto firmare la cantante con la Schoolboy Records e la Interscope Records, mentre rimase con la 604 Records in Canada. La pubblicazione del secondo album di Jepsen è stata rinviata per consentire a Call Me Maybe di diffondersi, anche se la 604 Records ha pubblicato un EP di sei tracce, Curiosity, il 14 febbraio 2012 in Canada. Call Me Maybe raggiunge la numero uno in 18 Paesi, incluso il Regno Unito, Canada e Stati Uniti, risultando globalmente il più venduto del 2012 con 12milioni di copie.
A giugno 2012 collabora con Owl City al brano Good Time che raggiunge la Top5 in 15 paesi tra cui Australia,Regno Unito, Giappone e Francia, vendendo più di 4milioni di copie nel mondo, di cui 2milioni negli Stati Uniti.
Il 18 settembre 2012 è uscito il secondo album della cantante canadese, intitolato Kiss, che raggiunge la top ten in Australia, Regno Unito e Stati Uniti vendendo 1,5milioni di copie, trascinato dai precedenti estratti. Il terzo singolo, This Kiss è stato pubblicato a settembre 2012, seguito da Tonight I'm Getting Over You nel gennaio 2013.

### 2014-2016:Emotioned altri progetti

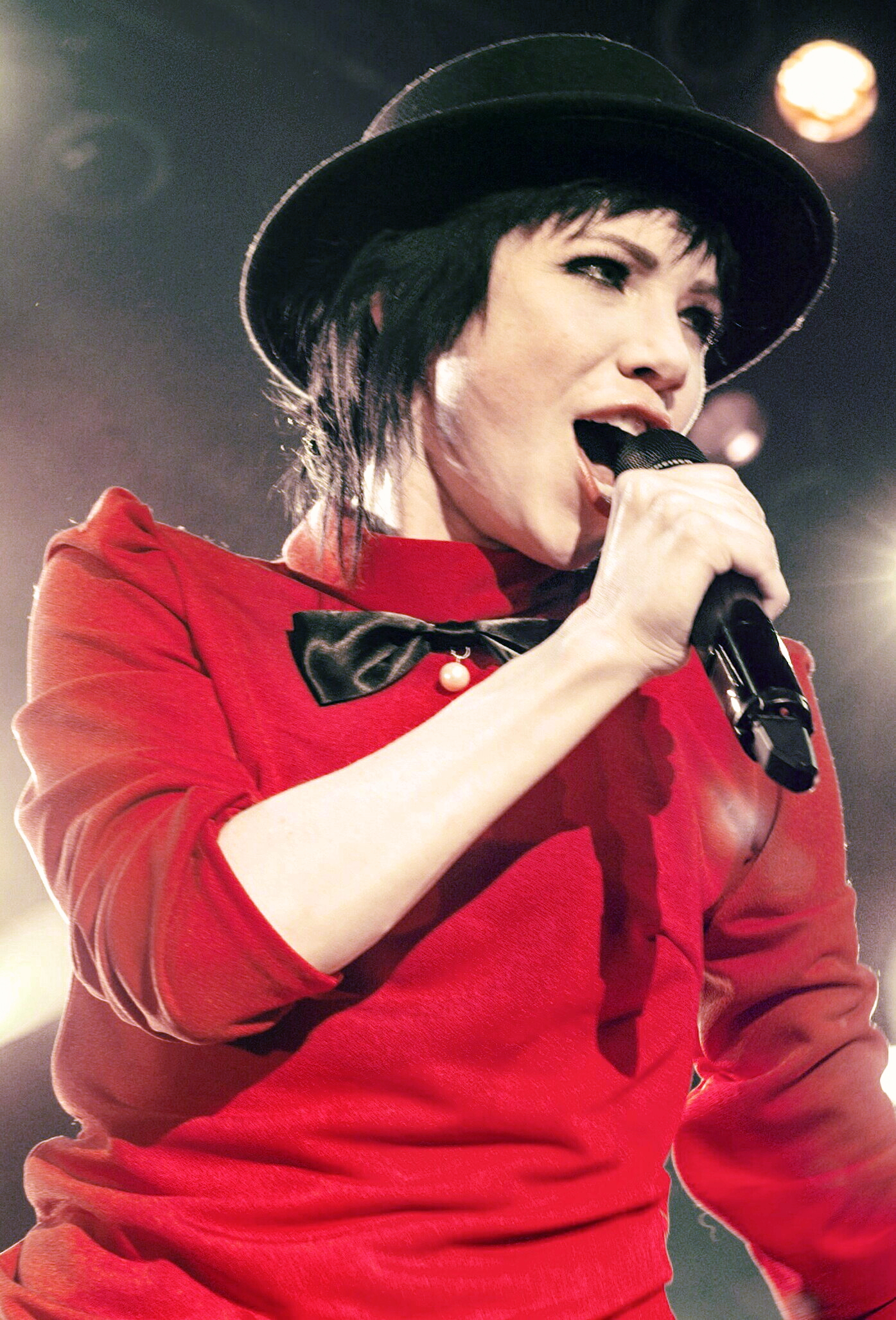
Carly Rae Jepsen nel 2016

Dal dicembre 2013 Jepsen inizia a lavorare sul nuovo album.
A marzo 2015 esce il singolo I Really Like You, che riceve un buon successo globalmente con 2,4 milioni di copie vendute, in particolare in Canada, Regno Unito, Irlanda e Giappone dove debutta nelle rispettive Top5 dei singoli. Negli Stati Uniti raggiunge la Top40 e riceve la certificazione di platino.
L'album, intitolato Emotion, è stato pubblicato in Giappone il 24 giugno 2015 e globalmente il 21 agosto. Sebbene considerato l'album di maturità artistica della cantante dalla critica e vantasse collaborazione per testi e musiche di artisti come Sia, alcuni membri dei Vampire Weekend, Ariel Rechtshaid e Dev Hynes, l'album non ottiene un ampio successo commerciale. Raggiunge le Top10 solamente in Canada e Giappone, debuttando invece alla posizione numero 16 negli Stati Uniti e 21 nel Regno Unito.
Il secondo estratto dall'album è Run Away with Me, pubblicato il 17 luglio 2015. Intraprendere inoltre il Gimmie Love Tour in supporto dell'album.
A gennaio 2016 interpreta il ruolo di Frency nel musical televisivo Grease per Fox. Ad agosto dello stesso anno rilascia l'EP Emotion: Side B in cui compaiono otto nuove tracce non rilasciate nell'album precedente. Viene estratto nel gennaio 2017 il singolo Cut to the Feeling che riceve la certificazione d'oro in Giappone. Sia l'EP che il brano ricevono buoni responsi dalla critica, venendo inseriti nelle liste dei migliori album e singoli dell'anno.

### 2018-presente:Dedicated, The Loneliest TimeeThe Loveliest Time

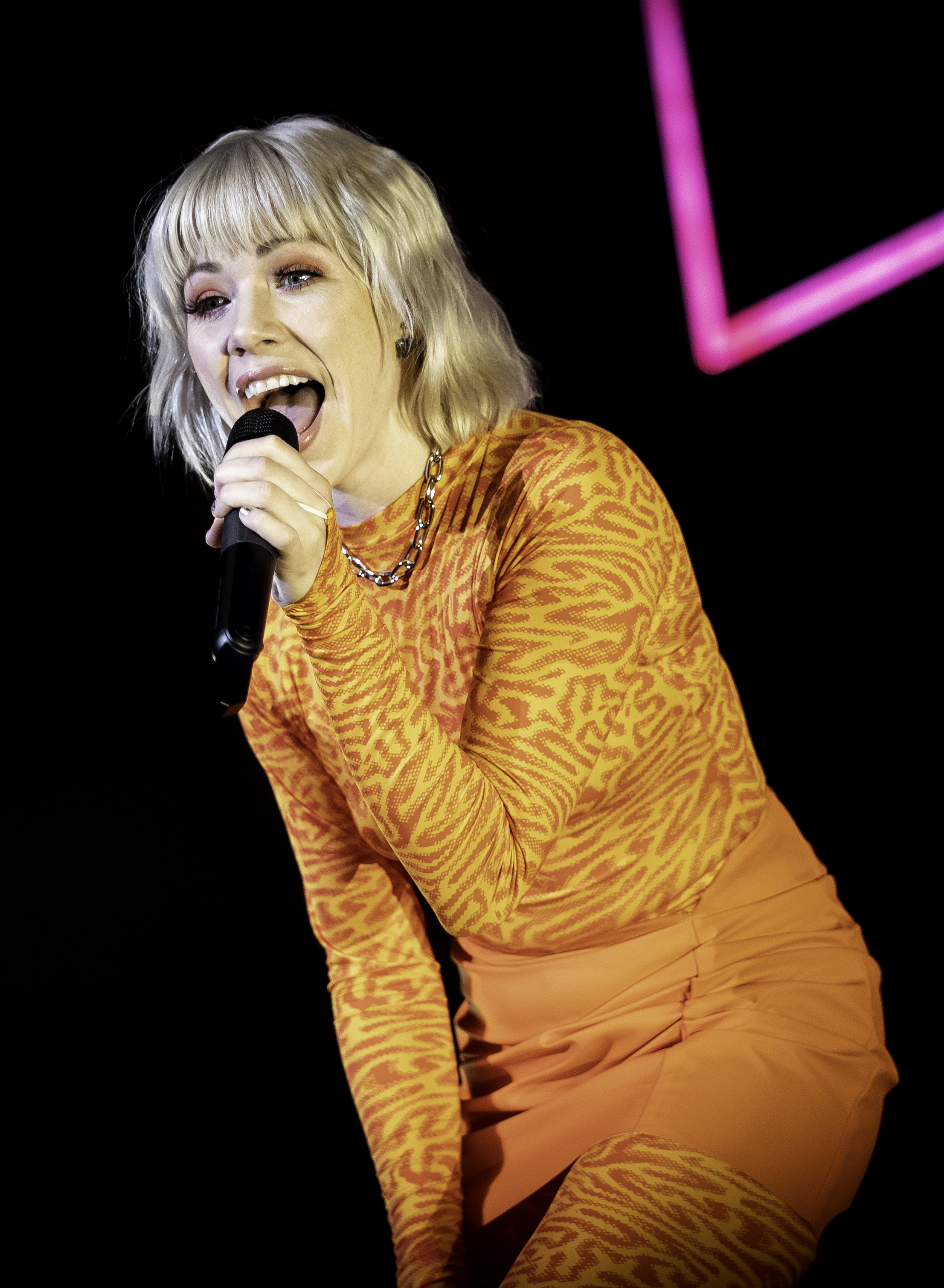
Carly Rae Jepsen nel 2019

Tra gennaio e febbraio 2018 la cantante è presente come artista di apertura al tour Witness: The Tour di Katy Perry. Nel novembre successivo rilascia il singolo Party For One come primo estratto dal suo quarto album previsto per il 2019. Successivamente nel febbraio 2019 vengono rilasciati due ulteriori singoli Now That I Found You e No Drug Like Me. Il 17 maggio 2019 viene rilasciato l'album intitolato Dedicated, che riceve buoni responsi dalla critica musicale. Commercialmente riscuote meno successo, entrando alla posizione 16 in Canada e 18 negli Stati Uniti.  Dal 23 maggio 2019 intraprende il The Dedicated Tour in sostegno dell'album tra Europa, Nord America e Giappone. Il 21 maggio 2020 pubblica il quinto album in studio Dedicated Side B, consistitene in un B-side di dodici canzoni inizialmente registrate per Dedicated, che però non sono state incluse nella lista tracce finale. Il 18 giugno 2020 pubblica il singolo Me and The Boys and The Band insieme al relativo videoclip.
Il 21 ottobre 2022 pubblica il sesto album in studio The Loneliest Time che risulta essere l'album con l'esordio più basso nella classifica statunitense, alla posizione 19. Successivamente intraprende il The So Nice Tour annunciando nove mesi dopo, la pubblicazione del settimo album B-side del precedente, The Loveliest Time , pubblicato il 28 luglio 2023.

## Stile musicale
Lo stile musicale della cantante è caratterizzato da un pop solare e gioioso che omaggia la musica degli anni ottanta e ingloba influenze folk, dance, disco e synth pop. La cantante cita Madonna, Prince, Cyndi Lauper e gli ABBA tra le sue ispirazioni.

## Discografia
- 2008 – Tug of War
- 2012 – Kiss
- 2015 – Emotion
- 2019 – Dedicated
- 2020 – Dedicated Side B
- 2022 – The Loneliest Time
- 2023 – The Loveliest Time

## Tournée
- 2013 – The Summer Kiss Tour
- 2015/2016 – Gimmie Love Tour
- 2019/2020 – The Dedicated Tour
- 2022/2023 – The So Nice Tour

## Filmografia

### Cinema
- Ballerina, regia di Eric Summer (2016)

### Televisione
- Canadian Idol – talent show (2007)
- 90210 – serie TV, episodio 5x01 (2012)
- A tutto ritmo (Shake It Up) – serie TV, episodio 3x10 (2013)
- Castle – serie TV, episodio 7x22 (2015)
- Grease: Live, film TV (2016)

## Doppiatrici italiane
Nelle versioni in italiano delle opere in cui ha recitato, Carly Rae Jepsen è stata doppiata da:
- Claudia Scarpa in Castle